# Adam Oates
Adam Robert Oates (* 27. August 1962 in Weston, Ontario, Kanada) ist ein ehemaliger Eishockeyspieler und derzeitiger -trainer, der von 1985 bis 2003 als Center für die Detroit Red Wings, St. Louis Blues, Boston Bruins, Washington Capitals, Philadelphia Flyers, Mighty Ducks of Anaheim und Edmonton Oilers in der National Hockey League spielte. Von Juni 2012 bis April 2014 war er Cheftrainer der Washington Capitals in der National Hockey League. Von Dezember 2014 bis Juni 2015 trainierte er zudem gemeinsam mit Scott Stevens die New Jersey Devils. Im November 2012 wurde er in die Hockey Hall of Fame aufgenommen.

## Karriere
Adam Oates spielte während seiner Jugend für die Port Credit Titans und Markham Waxers. Danach besuchte er das Rensselaer Polytechnic Institute, wo er studierte und Eishockey spielte. 1984 und 1985 gewann er mit der Eishockeymannschaft die Meisterschaft der ECAC. Im Sommer 1985 unterschrieb er einen Vertrag bei den Detroit Red Wings für eine Laufzeit von vier Jahren, der ihm eine Million US-Dollar einbrachte. Dies war damals ein Rekord für einen Rookie. In der Saison 1985/86 spielte er auch für das Farmteam Adirondack Red Wings in der American Hockey League. Oates war dort sofort einer der Stammspieler und gewann zum Saisonende mit dem Team den Calder Cup nach einem Sieg in der Finalserie gegen die Hershey Bears. Ab der folgenden Saison spielte Oates nur noch in der National Hockey League. Mit den Red Wings schaffte er den Einzug in die Conference Finals, verlor allerdings gegen die Edmonton Oilers. In Detroit galt er als einer der besten Spieler der NHL, die niemals gedraftet wurden. Dort spielte er in der zweiten Reihe als Center hinter Mannschaftskapitän Steve Yzerman.
Am 15. Juni 1989 wurde er in einem Trade zu den St. Louis Blues transferiert. In St. Louis schaffte Oates zwei Saisons in Folge über 100 Punkte zu erzielen. Dort spielte er gemeinsam mit Brett Hull. In der Saison 1990/91 erzielte er 90 Torvorlagen und wurde nur von Wayne Gretzky übertroffen. Im Februar 1992 gaben ihn die Blues an die Boston Bruins ab. In Boston bildete er eine Reihe mit Cam Neely und Joé Juneau. Dort hatte Oates in der Saison 1992/93 seine persönlich beste Saison mit 45 Toren, 97 Torvorlagen und 142 Punkten während der Regular Season. Bei der Anzahl der Torvorlagen lag er auf Platz eins der NHL und der Anzahl Punkte auf Rang drei hinter Topscorer Mario Lemieux von den Pittsburgh Penguins und Pat LaFontaine von den Buffalo Sabres. Eine Saison später erzielte er nochmals über 100 Punkte, doch später übertraf Oates diese Marke nicht mehr.
Am 1. März 1997 wurde er zu den Washington Capitals transferiert. Dort spielte er mit Peter Bondra und Jaromír Jágr. Fünf Jahre später ging er zu den Philadelphia Flyers, die er nach wenigen Spielen allerdings wieder verließ und am 1. Juli 2002 einen Vertrag bei den Mighty Ducks of Anaheim unterschrieb. In der Saison 2002/03 stand er mit den Ducks in den Finalspielen um den Stanley Cup und verlor knapp in sieben Spielen gegen die New Jersey Devils. Die nächste Saison spielte er noch in 60 Spielen für die Edmonton Oilers und erzielte 18 Punkte. Am 3. April 2004 beendete er offiziell seine Karriere.
In 1.337 regulären Saisonspielen erzielte er insgesamt 1.420 Punkte (341 Tore, 1.079 Assists); in den Playoffs erzielte er 42 Tore und 114 Assists in 163 Spielen. Oates war ein spielstarker Spielmacher und starker Bullyspieler. Er gilt als einer der besten Spielmacher, die jemals das Eis betreten haben. Mit seinen 1.420 Punkten liegt er in der All Time Scorer List auf Platz 16. Nach Vorlagen ist er mit 1.079 auf Platz sechs.
In der Saison 2009/10 war er Assistenztrainer bei den Tampa Bay Lightning. Am 29. Juni 2010 erhielt Oates den Job als Assistenztrainer bei den New Jersey Devils. Diese Position hatte der Kanadier in den folgenden zwei Saisonen inne, ehe er im Juni 2012 von den Washington Capitals als Cheftrainer engagiert wurde. Im April 2014 wurde er entlassen.
Im Dezember 2014 wurde er als einer der beiden neuen Cheftrainer der New Jersey Devils vorgestellt. Gemeinsam mit Scott Stevens übernahm er das Amt des zuvor entlassenen Peter DeBoer. Diese Interimslösung wurde nach Ende der Saison 2014/15 beendet, als John Hynes als neuer alleiniger Cheftrainer vorgestellt wurde.
Vor und während seines Studiums am Rensselaer Polytechnic Institute spielte Oates neben Eishockey auch Lacrosse in Ontario A-Jugendligen. Er spielte für die Mannschaft Etobicoke Eclipse und war 1981 Topscorer der Liga. 1981, 1982 und 1983 wurde er zum MVP der Liga gewählt. Oates hält die Ligarekorde für die meisten Assists (19) und Punkte (29) in einem Spiel.
Am 12. November 2012 wurde Adam Oates in die Hockey Hall of Fame aufgenommen.

## Erfolge und Auszeichnungen
| - 1984 Whitelaw-Cup-Gewinn mit dem Rensselaer Polytechnic Institute - 1984 ECAC Second All-Star Team - 1984 NCAA East First All-American Team - 1985 Whitelaw-Cup-Gewinn mit dem Rensselaer Polytechnic Institute - 1985 ECAC First All-Star Team - 1985 NCAA East First All-American Team - 1985 NCAA-Division-I-Championship mit dem Rensselaer Polytechnic Institute - 1985 NCAA Championship All-Tournament Team | - 1986 Calder-Cup-Gewinn mit den Adirondack Red Wings - 1991 Teilnahme am NHL All-Star Game - 1991 NHL Second All-Star Team - 1992 Teilnahme am NHL All-Star Game - 1993 Teilnahme am NHL All-Star Game - 1994 Teilnahme am NHL All-Star Game - 1997 Teilnahme am NHL All-Star Game - 2012 Aufnahme in die Hockey Hall of Fame |

## Karrierestatistik
(Legende zur Spielerstatistik: Sp oder GP = absolvierte Spiele; T oder G = erzielte Tore; V oder A = erzielte Assists; Pkt oder Pts = erzielte Scorerpunkte; SM oder PIM = erhaltene Strafminuten; +/− = Plus/Minus-Bilanz; PP = erzielte Überzahltore; SH = erzielte Unterzahltore; GW = erzielte Siegtore; 1 Play-downs/Relegation; Kursiv: Statistik nicht vollständig)